# Selah (Washington)
Selah ist eine City im Yakima County im US-Bundesstaat Washington. Zum United States Census 2020 hatte Selah 8.153 Einwohner.

## Geschichte
Selah wurde am 3. April 1919 offiziell als Gebietskörperschaft anerkannt. Die Regierung besteht aus einem Bürgermeister und einem Stadtrat. Die Tree Top, Inc. (gegründet 1960), eine apfelverarbeitende Genossenschaft, hat ihren Hauptsitz sowie zwei verarbeitende Betriebe in Selah. 2004 kauften die Yakama die alte Hi-Country Saft-Fabrik, die sie bis 2010 betrieben. Gegenwärtig wird die Fabrik von ihrem Eigentümer Sun-Rype Products USA betrieben, der US-Tochter von West-Kanadas größtem Saft- und Frucht-Snack-Hersteller. Sie stellt weiterhin Marken-Apfelsaft und andere Getränke her. Es gibt eine Reihe weiterer Obst-Betriebe, die ihre Lagerhäuser in Selah haben; der Grund kann in der Nähe der Anbaugebiete im nahen Wenas Valley sowie im Zugang zu regionalen Eisenbahn- und Straßen-Anschlüssen für den Versand auf die Märkte gesehen werden. Selah und das Wenas Valley dienen zunehmend als „Schlafstadt“ für die größere Stadt Yakima im Süden. Wegen der nahen Obstplantagen und der Mostereien wird Selah oft als „Apple Juice Capital of the World“ (Apfelsaft-Hauptstadt der Welt) bezeichnet.
Die Washington-Sektion der Audubon Society veranstaltet an jedem Memorial-Day-Wochenende eine Exkursion in das 22 Meilen (35 km) nördlich von Selah gelegene Hazel Wolf Bird Sanctuary im oberen Wenas Valley. Im oberen Tal liegt auch Wenas Lake, ein Bewässerungs-Reservoir, das unter Anglern beliebt ist. Der Wenas Creek fließt vom Reservoir durch das landwirtschaftlich genutzte untere Wenas Valley. Hier wurde der Wenas Creek Mammoth (Wenas-Creek-Mammut) gefunden. Der Bach fließt in den Yakima River.

## Geographie
Nach dem United States Census Bureau nimmt die Stadt eine Gesamtfläche von 11,71 km² ein, wovon 11,5 km² Land- und der Rest Wasserflächen sind.

### Klima
Die Region ist durch heiße und trockene Sommer gekennzeichnet, deren monatliche Durchschnittstemperaturen 22 °C nicht übersteigen. Nach der Klimaklassifikation nach Köppen und Geiger hat Saleh ein sommerwarmes Mittelmeerklima (abgekürzt „Csb“).

## Demographie
| Jahr | Einwohner¹ |
| ---- | ---------- |
| 1930 | 767        |
| 1940 | 1.130      |
| 1950 | 2.489      |
| 1960 | 2.824      |
| 1970 | 3.311      |
| 1980 | 4.500      |
| 1990 | 5.113      |
| 2000 | 6.310      |
| 2010 | 7.147      |
| 2020 | 8.153      |

¹ 1930–2020: Volkszählungsergebnisse

### Census 2000
Nach der Volkszählung von 2000 gab es in Selah 5.314 Einwohner, 2.269 Haushalte und 1.688 Familien. Die Bevölkerungsdichte betrug 557,5 pro km². Es gab 2.408 Wohneinheiten bei einer mittleren Dichte von 212,8 pro km².
Die Bevölkerung bestand zu 88,42 % aus Weißen, zu 0,6 % aus Afroamerikanern, zu 1,22 % aus Indianern, zu 0,82 % aus Asiaten, zu 0,08 % aus Pazifik-Insulanern, zu 6,4 % aus anderen „Rassen“ und zu 2,46 % aus zwei oder mehr „Rassen“. Hispanics oder Latinos „jeglicher Rasse“ bildeten 11,05 % der Bevölkerung.
Von den 2269 Haushalten beherbergten 44,3 % Kinder unter 18 Jahren, 54,4 % wurden von zusammen lebenden verheirateten Paaren, 14,5 % von alleinerziehenden Müttern geführt; 25,6 % waren Nicht-Familien. 21,7 % der Haushalte waren Singles und 8 % waren alleinstehende über 65-jährige Personen. Die durchschnittliche Haushaltsgröße betrug 2,72 und die durchschnittliche Familiengröße 3,16 Personen.
Der Median des Alters in der Stadt betrug 31 Jahre. 31,7 % der Einwohner waren unter 18, 9,3 % zwischen 18 und 24, 31,6 % zwischen 25 und 44, 18,7 % zwischen 45 und 64 und 8,7 65 Jahre oder älter. Auf 100 Frauen kamen 96,1 Männer, bei den über 18-Jährigen waren es 92,5 Männer auf 100 Frauen.
Alle Angaben zum mittleren Einkommen beziehen sich auf den Median. Das mittlere Haushaltseinkommen betrug 42.386 US$, in den Familien waren es 49.477 US$. Männer hatten ein mittleres Einkommen von 39.241 US$ gegenüber 28.067 US$ bei Frauen. Das Pro-Kopf-Einkommen betrug 18.595 US$. Etwa 9 % der Familien und 10,4 % der Gesamtbevölkerung lebte unterhalb der Armutsgrenze; das betraf 13,4 % der unter 18-Jährigen und 5,1 % der über 65-Jährigen.

### Census 2010
Nach der Volkszählung von 2010 gab es in Selah 1.747 Einwohner, 2.658 Haushalte und 1.861 Familien. Die Bevölkerungsdichte betrug 621,5 pro km². Es gab 2.759 Wohneinheiten bei einer mittleren Dichte von 239,9 pro km².
Die Bevölkerung bestand zu 85,8 % aus Weißen, zu 0,5 % aus Afroamerikanern, zu 1,3 % aus Indianern, zu 0,7 % aus Asiaten, zu 0,2 % aus Pazifik-Insulanern, zu 8,4 % aus anderen „Rassen“ und zu 3,1 % aus zwei oder mehr „Rassen“. Hispanics oder Latinos „jeglicher Rasse“ bildeten 16,4 % der Bevölkerung.
Von den 2658 Haushalten beherbergten 42,6 % Kinder unter 18 Jahren, 47,2 % wurden von zusammen lebenden verheirateten Paaren, 17,2 % von alleinerziehenden Müttern und 5,6 % von alleinstehenden Vätern geführt; 30 % waren Nicht-Familien. 24 % der Haushalte waren Singles und 8,6 % waren alleinstehende über 65-jährige Personen. Die durchschnittliche Haushaltsgröße betrug 2,64 und die durchschnittliche Familiengröße 3,12 Personen.
Der Median des Alters in der Stadt betrug 31,5 Jahre. 29,6 % der Einwohner waren unter 18, 9,5 % zwischen 18 und 24, 27,9 % zwischen 25 und 44, 22,8 % zwischen 45 und 64 und 10,1 65 Jahre oder älter. Von den Einwohnern waren 48,2 % Männer und 51,8 % Frauen.